# Télé Lumière
Télé Lumière ist ein libanesischer Fernsehsender mit vorwiegend christlichen Programminhalten.
Der Sitz des in den 1980er Jahren gegründeten Senders liegt im Libanon. Er ist der erste christliche Sender in der Region. Télé Lumière steht der maronitischen Kirche nahe. Bekannt und populär ist unter anderem das Programm, in dem jeweils ein christlicher und ein muslimischer Theologe miteinander über religiöse Themen diskutieren. Das Programm ist auch über Noursat Satellitenkanal im Nahen Osten und teilweise in Nordafrika und Europa zu empfangen.